# Dobârlău
Dobârlău là một xã thuộc hạt Covasna, România. Dân số thời điểm năm 2002 là 2336 người.